# Antipas (Cotabato)
Antipas is een gemeente in de Filipijnse provincie Cotabato op het eiland Mindanao. Bij de laatste census in 2007 had de gemeente bijna 23 duizend inwoners.

## Geografie

### Bestuurlijke indeling
Antipas is onderverdeeld in de volgende 14 barangays:
| - B. Cadungon - Camutan - Canaan - Datu Agod - Dolores - Kiyaab - Luhong | - Magsaysay - Malangag - Malatab - Malire - New Pontevedra - Poblacion |

## Demografie
Antipas had bij de census van 2007 een inwoneraantal van 22.892 mensen. Dit zijn 3.082 mensen (15,6%) meer dan bij de vorige census van 2000. De gemiddelde jaarlijkse groei komt daarmee uit op 2,01%, hetgeen lager is dan het landelijk jaarlijks gemiddelde over deze periode (2,04%). Vergeleken met de census van 1995 is het aantal mensen met 3.721 (19,4%) toegenomen.

De bevolkingsdichtheid van Antipas was ten tijde van de laatste census, met 22.892 inwoners op 552,5 km², 34,7 mensen per km².